# Alban Bartholomew Roe

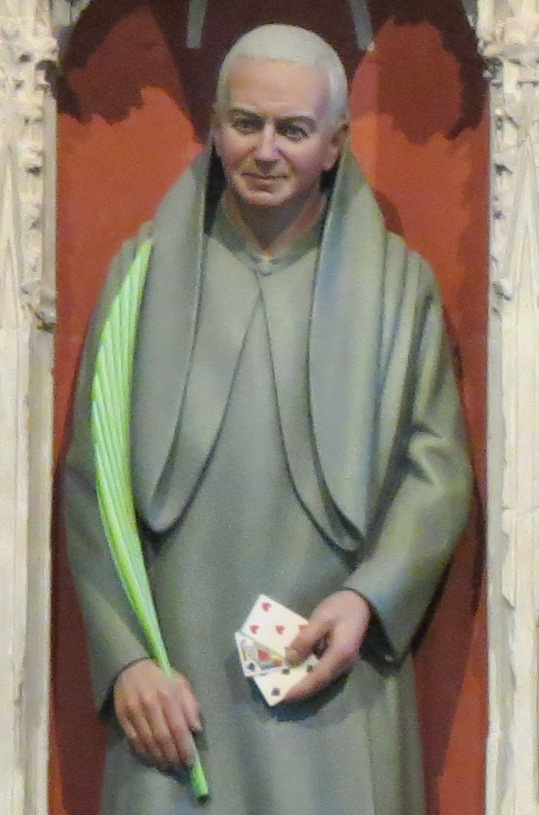
beeld van Alban Roe in de kathedraal van St Alban's

Alban Bartholomew Roe (Bury Saint Edmunds, rond 1580 - Tyburn, 21 januari 1642) was een Engels katholiek priester die terechtgesteld werd op last van de Engelse regering.

## Studie
Roe bekeerde zich in zijn geboorteland tot het katholicisme. Bij een poging een katholiek te bekeren werd hij zelf gegrepen door diens verhalen. Hij besloot zelf katholiek te worden en aan het Engelstalige college van Dowaai (Douai) in Vlaanderen te gaan studeren, omdat hij aan Engelse universiteiten alleen de anglicaanse theologie kon leren. Maar vanwege een inbreuk op de discipline en conflicten met de rector werd hij uit Dowaai weggestuurd. Zijn ervaringen met de vervolgingen in zijn geboorteland maakten van hem een activistisch ingesteld mens, en daarom sloot hij zich aan bij de orde van de benedictijnen. Roe werd in 1612 tot pater gewijd in het klooster Saint-Laurent in Dieulouard in Frankrijk. Hij kreeg de priesternaam Alban.

## Werkzaamheden
Na zijn inwijding tot priester werd hij door de congratie naar Engeland gestuurd om de daar wonende katholieken bij te staan en te bedienen als priester. Dat moest in het geheim gebeuren omdat het uitoefenen van de katholieke rites door de Engelse staat verboden was. Na drie jaar werd hij gearresteerd, maar na bemiddeling van de Spaanse ambassadeur werd hij in 1623 vrijgelaten op voorwaarde dat hij geen religieuze activiteiten in Engeland meer zou ontplooien en het land zou verlaten. Hij keerde terug naar Frankrijk maar kwam in het geheim twee jaar later weer terug om opnieuw aan het werk te gaan. Hij werd opnieuw gearresteerd en opgesloten in de Tyburngevangenis in Londen waar hij zeventien jaar lang zou blijven.

## Proces en executie
Aan het eind van 1641 kwam het uiteindelijk tot een proces toen inmiddels een grote groep katholieke geestelijken was opgesloten door de Engelse regering, die in groepsprocessen werd behandeld. Roe werd samen met onder meer Thomas Reynolds berecht en veroordeeld voor het ongeoorloofd uitoefenen van het priesterschap en het verspreiden van het katholieke geloof. Op 21 januari 1642 gaven Roe en Reynolds elkaar de absolutie en werden beiden terechtgesteld in Tyburn door middel van ophanging, radbraking en vierendeling.

## Erkenning
Op 25 oktober 1970 werd een groep van veertig katholieken in Engeland en Wales die tussen 1535 en 1679 vanwege hun geloof waren omgebracht door paus Paulus VI heilig verklaard. Roe hoort bij deze 'veertig martelaren van Engeland en Wales'. Zijn feestdag wordt gevierd als individu op 21 januari, zijn eigen sterfdag, en als onderdeel van de veertig martelaren op 25 oktober, de dag van de heiligverklaring.